# Nymphes paramyrmeleonides
Nymphes paramyrmeleonides is een insect uit de familie van de Nymphidae, die tot de orde netvleugeligen (Neuroptera) behoort. 
Nymphes paramyrmeleonides is voor het eerst wetenschappelijk beschreven door New in 1982.